# Número figurado

Los seis primeros números triángulares

En matemáticas, un número figurado es todo número natural que, al ser representado por un conjunto de puntos equidistantes, puede formar una figura geométrica regular. 
Cuando esa representación forma un polígono regular tenemos un número poligonal, como el caso de los números triangulares, y cuando se puede formar un poliedro regular se denomina número poliédrico.

## Números poligonales
A esta categoría pertenecen: los números triangulares, los números cuadrados, los números pentagonales, los números hexagonales, los números heptagonales, y los números octogonales entre otros.

El 10 es un número triangular
El 16 es un número cuadrado
El 22 es un número pentagonal
El 28 es un número hexagonal

También hay números poligonales centrados que representan polígonos regulares en torno a un punto central.

El 19 es un número triangular centrado
El 25 es un número cuadrado centrado
El 31 es un número pentagonal centrado
El 37 es un número hexagonal centrado

## Números poliédricos

Números cúbicos

- Números cúbicos, son los números con los que se pueden representar cubos tridimensionales.
- Números tetraédricos, son los números con los que se representan tetraedros.
- Números piramidales cuadrados, son los números con los que se representan pirámides